# (42191) Thurmann
Pour les articles homonymes, voir Thurmann.
(42191) Thurmann est un astéroïde de la ceinture principale.

## Description
(42191) Thurmann est un astéroïde de la ceinture principale. Il fut découvert le 14 février 2001 à Vicques (Jura) par l'observatoire de Vicques. Il présente une orbite caractérisée par un demi-grand axe de 2,61 UA, une excentricité de 0,20 et une inclinaison de 8,4° par rapport à l'écliptique.
Il est nommé d'après Jules Thurmann.

## Compléments